# William Orlamond
William Anderson Orlamond (né le 1er août 1867 à Copenhague, Danemark et mort le 23 avril 1957  à Los Angeles, États-Unis) est un acteur danois.

## Biographe
Orlamond fit carrière aux États-Unis où il s'installa à la fin du XIXe siècle. Débutée avec le cinéma muet, sa carrière ne fut pas affectée par le passage au parlant. Seul son âge avancé le fit arrêter de tourner à la fin des années 1930.

## Filmographie partielle
- 1920 : L'Orgueilleuse (Madame Peacock) de Ray C. Smallwood
- 1921 : À la manière de Roméo (Doubling for Romeo) de Clarence G. Badger
- 1921 : La Dame aux camélias (Camille) de Ray C. Smallwood
- 1922 : The Sin Flood  de Frank Lloyd
- 1922 : Arabian Love de Jerome Storm
- 1922 : La Chaîne brisée (Broken Chains) de Allen Holubar
- 1923 : Rita, la petite danseuse (Look Your Best) de Rupert Hughes
- 1923 : La Force du sang (All the Brothers Were Valiant) de Irvin Willat
- 1923 : Trois Femmes pour un mari (The Eternal Three)  de Marshall Neilan et Frank Urson
- 1924 : Le Glaive de la loi (Name the Man) de Victor Sjöström
- 1924 : La Phalène blanche (The White Moth) de Maurice Tourneur
- 1924 : Ça t'la coupe (Girl Shy) de Fred C. Newmeyer et Sam Taylor
- 1924 : La Femme de Don Juan (Wife of the Centaur) de King Vidor
- 1925 : La Femme de quarante ans (Smouldering Fires) de Clarence Brown
- 1925 : Seven Keys to Baldpate de Fred C. Newmeyer
- 1925 : La Rançon (The Great Divide) de Reginald Barker
- 1925 : Un grand timide (The Narrow Street) de William Beaudine
- 1926 : Métier de chien (Dog Shy) de Leo McCarey
- 1926 : Mantrap de Victor Fleming
- 1926 : Bromo and Juliet de Leo McCarey
- 1926 : Kiki de Clarence Brown
- 1926 : Dans la chambre de Mabel (Up in Mabel's Room) de E. Mason Hopper
- 1926 : La Chair et le Diable (Flesh and the Devil) de Clarence Brown
- 1927 : The Red Mill de William Goodrich (alias Roscoe Arbuckle)
- 1927 : Taxi-girl (The Taxi Dancer) de Harry F. Millarde
- 1927 : Us de Leo McCarey et James Parrott
- 1928 : Le Vent (The Wind) de Victor Sjöström
- 1928 : Rose-Marie de Lucien Hubbard
- 1928 : Dans la ville endormie (While the City Sleeps) de Jack Conway
- 1928 : L'Innocente (The Awakening) de Victor Fleming
- 1929 : Amour de gosses (Blue Skies) d'Alfred L. Werker
- 1930 : The Way of All Men de Frank Lloyd
- 1935 : Le Chanteur de Broadway (King Kelly of the U.S.A.) de Leonard Fields